# Дарвазское шахство
Дарва́зское ша́хство (тадж. Подшоҳии Дарвоз) или также Дарво́з (перс. درواز‎‎, тадж. Дарвоз) — независимое таджикское княжество до 1878 года, управляемое миром или шахом, со столицей в Калаихуме. Княжество контролировало территорию на левом и правом берегах реки Амударья. Крупнейшими городами были Калаихум и Хам.

## История
Традиционно Дарвазу удавалось сохранять свою независимость от своих более могущественных соседей. В начале XVI века регион был вовлечен в конфликт между Тимуридами и узбеками. Несмотря на узбекское завоевание Бадахшана, похоже, что северная часть Дарваза смогла сохранить независимость.
В XVII веке правителем Дарваза был шах Киргиз. Информация о продолжительности его правления была оспорена. Бартольд пишет, что в 1638 году узбеки завоевали Дарваз и казнили правителя, его брата шаха Гариба. Вместо него шах Киргиз стал независимым правителем и правил с 1638 по 1668 год. Однако другие источники сообщают, что шах Киргиз основал новую столицу Дарваза в Калаихуме в 1606/7 годах. Ранее столица располагалась в 6,5 километрах к северо-востоку. Однако большинство историков могут согласиться с тем, что при его правлении Дарваз стал могущественным государством. По сообщениям, Вахиё, Каратегин, Рушан, Шугнан и Вахан находились под его сюзеренитетом. После его смерти и во время 60-летнего правления его преемника Махмуд-шаха Вахан и Шугнан-Рушан смогли провозгласить свою независимость.
Главным соперником Дарваза были яридские правители Бадахшана, правившие этим районом с 1657 года. Между ними возникло множество конфликтов из-за региона Рагполунезависимого княжества, расположенного вдоль их границы. Во время правления Мир Султан-шаха, правителя Бадахшана с 1748 по 1768 год, Шах Ядгар был миром Рага. Ранее он отдавал дань Дарвазу, но затем перешел на сторону Файзабада. В ответ шахи Дарваза возглавили карательную экспедицию против Рага, но Мир Султан-шах смог оказать помощь своему вассалу и изгнал войска Дарваза.
В этот период Дарвазом управляла конфедерация братьев, все сыновья шаха Гарибуллы (Гуламов перечисляет этих братьев как Тугма-шах, Мансур-хан, Азиз-хан, Шахрух Мирза, Са’адат-шах и Султан Махмуд.) Эти братья объединились с правителями Шугнана против Мир-султан-шаха. В 1749 году они разбили Мир при Гарджавине и взяли в плен большую часть его войска, включая его брата Бурхан ад-Дина. Он был вынужден направить мирную делегацию во главе с высокопоставленным религиозным лидером по имени муфтий мулла Азим Ахунд в Дарваз, чтобы просить об их освобождении. Находясь там, мулла участвовал в религиозной дискуссии среди знати и придворных улемов и смог продемонстрировать свой интеллект. Тугма-шах быстро проникся к нему симпатией и согласился на его просьбу освободить пленников.
В XIX веке Дарваз все еще считался стабильным шахством. В 1820-1830-х годах Каратегин был объединен с Дарвазом. В 1830-х годах Мухаммад Мурад-бек попытался завоевать княжество, но эти нападения оказались безуспешными и только подтолкнули правителя Дарваза к ответному набегу, поскольку княжество имело сильное войско по сравнению со своими соседями. В 1839 году правитель Коканда Мухаммад Алихан завоевал Каратегин и Дарваз и заставил султана Махмуда платить дань. Однако вскоре Дарваз восстановил свою независимость. Во время правления Исмаил-шаха с 1845 по 1863 год Каратегин и Шугнан были превращены в протектораты, а бекства Куляб и Гиссар стали его вассалами.
Левобережный Дарваз, согласно русско-английскому договору от 2 февраля (11 марта) 1895, передан Афганистану, вместо правобережных Вахана, Шугнана и Рушана, переданных Бухарскому эмирату.

## Завоевание
Во время нестабильности в Коканде, которая происходила с 1842 года, мир Каратегина Мухаммад Рахим предоставлял убежище политическим врагам и был непреклонен в противодействии российской экспансии в Центральную Азию. Во время русской кампании против Коканда в 1875-76 годах начали распространяться слухи о готовящемся нападении каратегинского мира. В результате, когда кампания закончилась, у Бухарского эмира Музаффара появился повод вторгнуться в оба этих княжеств.
Несмотря на попытки мира Дарваза весной 1876 года избежать предстоящего нападения, к началу августа княжество оказалось в руках Бухары, и Мухаммад Рахим был посажен под домашний арест. Мухаммад Саид был назначен правителем Каратегина, но в следующем году он был свергнут, и регион был превращен в Бухарское бекство.
Вскоре после того, в декабре 1877 года Дарваз был атакован Бухарой. Причина этого кроется в том, что мир Дарваза не желает платить ежегодную дань. К следующей весне все княжество было оккупировано и поглощено Бухарой. Во время этого конфликта погибло 200 человек. Он был передан под управление эмира и контролировался ополчением численностью 500-600 человек. К этому времени последний правитель Дарваза шах Сирадж ад-Дин (который также был родственником Мухаммада Саида) контролировал только Калаихум, Ванч, Язгулем и земли амлакдаров (владельцев поместий) на левом берегу Пянджа до самого Деххахана. Он жил в заключении до конца правления Музаффара, когда был освобожден по приказу генерал-губернатора Туркестана. Сыновьям Мира удалось бежать в Бухару, в то время как двум другим родственникам Сирадж ад-Дина, которые были амлакдарами на левом берегу Пянджа, удалось бежать в Бадахшан. Один из них попытался захватить левый берег Пянджа при поддержке афганцев, но потерпел неудачу и был казнён в Бухаре.

## Правительство
Миры Дарваза и их власть основывались на системе покровительства. Сторонники Мира получали долю добычи от набегов, а также доходы от налогообложения. Существование больших расширенных семей привело к внутреннему разделению труда.